# Peter Brannath
Peter Brannath (* 13. August 1960 in Ehrenstein) ist ein deutscher Schriftsteller.

## Leben
Brannath wurde 1960 als neuntes von zwölf Kindern geboren. Er absolvierte nach dem Abitur ein Ingenieurstudium der Holztechnik an der Fachhochschule in Rosenheim. Seit 1991 lebt und arbeitet er im Raum Breisgau/Elsass.
Im Jahr 2005 erschien beim Schillinger Verlag Freiburg sein erster Kriminalroman mit der Titelfigur Hauptkommissar Seebacher. Die Romane dieser Reihe zeichnen sich durch den engen Bezug zu Freiburg und dem Elsass aus, setzen aber keine speziellen Ortskenntnisse voraus. 2011 erschien sein erster historischer Roman, „Der Aquädukt“, in dem die fiktive Entstehungsgeschichte des Pont du Gard beschrieben ist.

## Publikationen
- Seebacher – Mord mit Vorgänger, Schillinger Verlag, 2005, ISBN 978-3-89155-300-8
- Seebacher – Teufel in Menschengestalt, Schillinger Verlag, 2006, ISBN 978-3-89155-306-0
- Seebacher – Der Tod schreibt schwarze Zahlen, Schillinger Verlag, 2006, ISBN 978-3-89155-325-1
- Der Aquädukt, Schillinger Verlag, 2011, ISBN 978-3-89155-363-3
- Seebacher – Nadel im Heuhaufen, Shaker Media 2014, ISBN 978-3-95631-243-4
- Seebacher – Briefe aus dem Jenseits, Schillinger Verlag, 2016, ISBN 978-3-89155-398-5